# Улица Пилотов
У́лица Пило́тов — улица в Московском районе Санкт-Петербурга на территории Авиагородка.
Протяжённость улицы — 3900 м.

## География
Проходит от Стартовой улицы до вертолетного центра "Хели-драйв" (ул. Пилотов, д.56).

## Здания и сооружения
- дом 8 — Пулковская таможня
- дом 18/4:

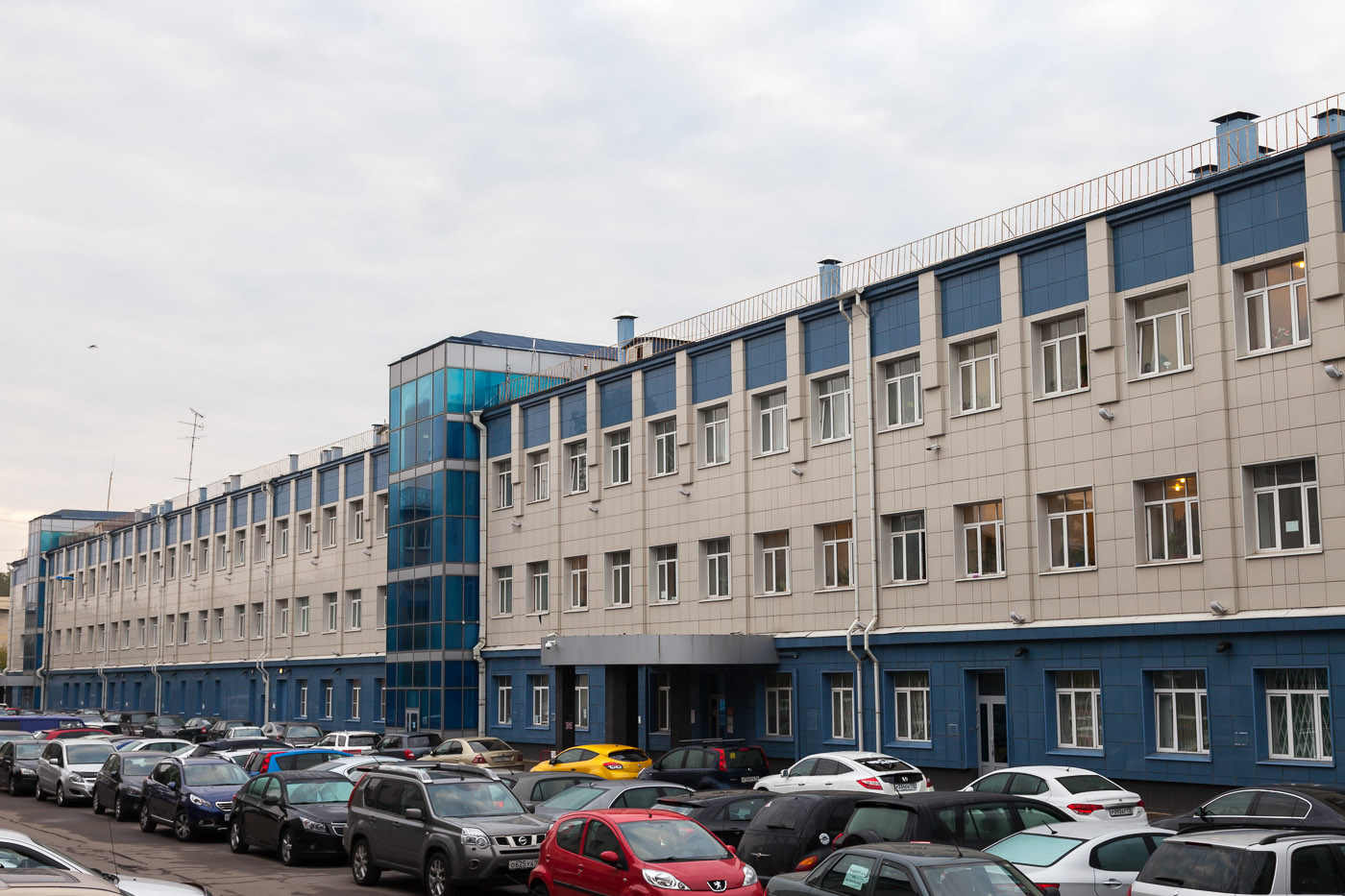
Здание штаба ОАО «Авиакомпания „Россия“» на улице Пилотов

1. Северо-Западный банк Сбербанка России, Московское отделение N 1877/0646
2. Офисный центр

- Сквер Викентия Грязнова (у дома 20)
- д. 38 — Санкт-Петербургский государственный университет гражданской авиации

## Транспорт
- Автобусы: № 13, 13А, 263
- Ж/д платформа «Аэропорт» (720 м)

## Пересечения
C востока на запад:
- Стартовая улица
- Домодедовская улица
- улица Владимира Мацкевича
- Штурманская улица
- Вертолётная улица